# Чудинов, Сергей Кузьмич
Сергей Кузьмич (Кузмич) Чудинов (латыш. Sergejs Čudinovs; род. 10 сентября 1962, Челябинск) — советский, латвийский, немецкий хоккеист, нападающий. Мастер спорта СССР.

## Биография
Воспитанник СК ЧТЗ, тренеры В. Г. Мурашов, Ю. Г. Могильников, В. А. Угрюмов. Бронзовый призёр молодёжного чемпионата СССР 1979/80. В первенстве СССР дебютировал в сезоне 1980/81 первой лиги в составе «Металлурга» Челябинск. С конца сезона — в «Тракторе», за который провёл три следующих сезона в высшей лиге. Сезон 1984/85 провёл в «Металлурге», два года провёл в СКА Свердловск. Пять сезонов отыграл в «Динамо» Рига.
Серебряный призер чемпионата СССР 1987/88. Участник Суперсерии 1988/1989.
Уехал в Германию, где играл за команды низших дивизионов «Равенсбург» (1992/93 — 1994/95), «Шонгау» (1995/96), «Нойвид» (1996/97), «Нордхорн» (1997/98 — 1998/99), «Хайльброннер» (1999/2000 — 2000/01), «Байройт» (2001/02), «Штутгарт Уизардс» (2002/03), «Вильгельмсхафен Ядехайе» (2003/04), «Геретсрид» (2004/05). В сезонах 2006/07, 2008/09 — 2009/10 — главный тренер клуба «Фюрстенфельдбрукк», провёл за него несколько игр. В первой половине сезона 2010/11 — главный тренер сезона «Байройт».
Игрок сборной Латвии (1993—1999) — 67 матчей, 19 голов, 24 передачи. Участник шести чемпионатов мира (1997—1999 — в высшем дивизионе).
Дочь Лилиана (Кристина) Чудинова (Маттеус, Нова) (родилась в Киеве в 1987 году) — модель, актриса кино и телевидения, в 2009—2011 годах была четвёртой женой футболиста Лотара Маттеуса, который был старше её на 26 лет.